# Mungos gambianus
Mungos gambianus är en däggdjursart som först beskrevs av Ogilby 1835. Mungos gambianus ingår i släktet Mungos och familjen manguster. IUCN kategoriserar arten globalt som livskraftig. Inga underarter finns listade.
Denna mangust förekommer i västra Afrika från centrala Senegal och Gambia till centrala Niger. Habitatet utgörs av olika slags skogar men arten undviker alltför våta områden. Mungos gambianus äter främst insekter.
Två uppmäta hannar var cirka 35 cm långa (huvud och bål) och hade en 20 respektive 22 cm lång svans. Arten väger 1,0 till 2,0 kg. Pälsen är huvudsakligen gråbrun och har vid kroppssidorna en rödaktig skugga. På strupen finns en gul till silverbrun fläck och vid fläckens kanter förekommer mörka strimmor. Extremiteternas insida är rödaktig och fötterna är svarta. Vid svansens spets finns en smal tofs av svarta hår.
Individerna är aktiva på dagen, främst på morgonen och på senare eftermiddagen. De jagar i flock efter insekter och små ryggradsdjur som gnagare, ödlor och ormar. Snäckor, ägg och andra födoämnen med hård skal kastas mot stenar eller andra fasta ytor. Som gömställe används termitstackar eller bon som lämnats av andra djur.
Flocken har vanligen 5 till 15 medlemmar och ibland ingår upp till 40 individer i gruppen. De kommunicerar med kvittrande läten. Ungar observerades under olika månader vilket indikerar att honor kan para sig hela året.
Individer i fångenskap levde upp till 17 år.